# Harry Oster
Harry Oster (ur. 12 kwietnia 1923, zm. 19 stycznia 2001) – amerykański folklorysta. 

## Życiorys
W latach 1964–1993 pracował na uniwersytecie w Iowa.

## Publikacje
- 1969 Living Country Blues[2]